# حصاد الضباب

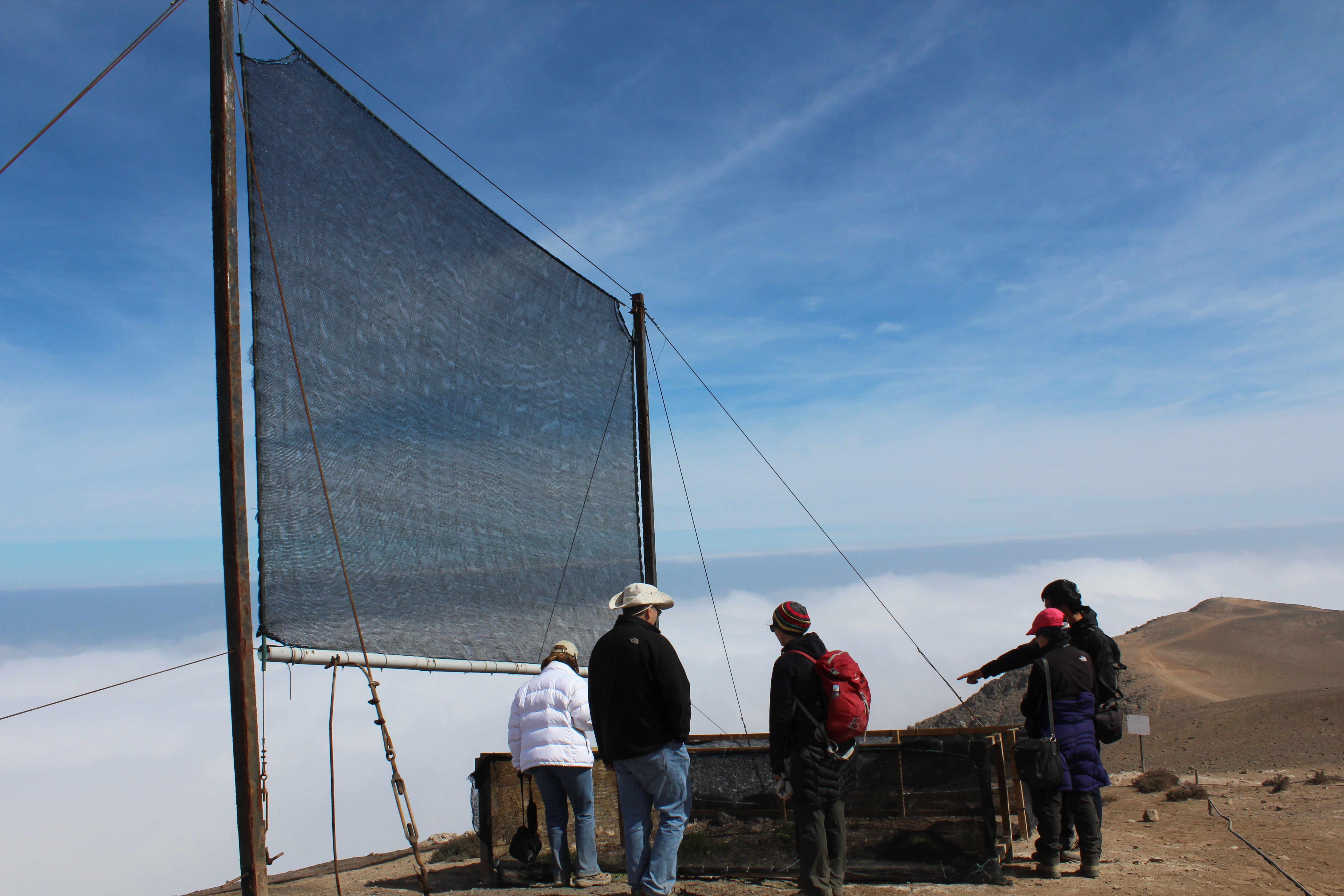
حصاد الضباب في صحراء اتاكاما، تشيلي.

حصاد الضباب هي إحدى الوسائل البديلة لتوفير المياه للاستخدامات البشرية، وتستند هذه التقنية المبتكرة على حقيقة أنه يمكن أن تُجمع المياه من الضباب عندما تتوفّر الظروف الملائمة لحدوث تكثيف.

## الوصف التقني
أدوات حصاد الضباب هي عبارة عن شبكات بسيطة مستطيلة الشكل مصنوعة من مادة النايلون، مدعومة بأعمدة من الطرفين، موجّهة عموديا على اتجاه الرياح السائدة. قد تصمم هذه الشبكة إمّا كوحدة واحدة - بسيطة التصميم والتركيب- أو بطريقة أكثر تعقيداً، حيث تصمم كسلسلة من الشبكات مرتبطة مع بعضها البعض. كمثال لتقريب الصورة، أدوات الحصاد المستخدمة بشكل تجريبي في التوفو وفي تشيلي تتألف من شبكة واحدة أبعادها 2 م في 24 م بمساحة سطحية 48 متر مربع.
إنّ عدد ومساحة الوحدات المستخدمة في تصميم الشبكة يتغير حسب الطبيعة الطبوغرافية للمنطقة وحسب جودة المواد المستخدمة في صناعة الشبكة. يتميز النظام المتعدد الوحدات بانخفاض تكلفة إنتاج المياه لكل وحدة بالإضافة إلى المرونة في استخدام الشبكات حسب الظروف المناخية وحسب الطلب على الماء. تصنع حاصدات الضباب عادة من شبكة ناعمة من النايلون أو من بولي بروبلين. إنّ آلية عملها بسيطة، إذ أنّه مع استمرار عملية تكاثف المياه على سطح الشبكة تتجمع قطرات المياه مع بعضها البعض لتشكل قطرات أكبر حجماً مما يؤدي إلى سقوطها في الحوض الموجود بأسفل الشبكة بفعل الجاذبية, ثم تتنقل إلى خزان الحفظ. عملية تكثيف المياه على الشبكة وعملية تجميع المياه في الأحواض هي عمليات طبيعية تماما، أما عملية نقلها نحو خزان الحفظ ثم إلى المستخدم فتعتمد على الطبيعة الطبوغرافية للمنطقة، فقد تُستخدم مضخة في المناطق ذات الطبوغرافية السهليّة. تُوَزَّع المياه عادة في أنابيب بلاستيكية بولي فينيل كلوريد، أما الحفظ فيتم في خزانات اسمنتية مغلقة تحت الأرض. وينبغي توفير مرافق لتخزين ما لا يقل عن 50٪ من حجم التوقعات اليومية القصوى من المياه المستهلكة. ومع ذلك، لأن ظاهرة الضباب ليست منتظمة تماما من يوم لآخر، قد يكون من الضروري تخزين مياه إضافية لتلبية الطلبات في الأيام التي لا تُجَمَّع فيها مياه الضباب. تعقيم صهاريج التخزين قد تكون ضرورية إذا اُسْتُخْدِمَت المياه لأغراض الشرب أو الطبخ.

## مدى الاستخدام
اُسْتُخْدِمَت هذه العملية لأكثر من 30 سنة بنجاح في المناطق الجبلية والساحلية في تشيلي، الإكوادور، المكسيك، والبيرو. ويمكن تطبيق هذه التقنية في المناطق المشابهة من حيث الطبيعة الطبوغرافية والظروف المناخية.

## التشغيل والصيانة
إنّ تشغيل التقنية يعتبر سهلا مقارنة مع الوسائل الأخرى المستخدمة لتجميع المياه، حيث أنّه ليس من الضروري تدريب عمال خصوصيين على تشغيل التقنية إذا تمت مشاركة المستخدمين المنتفعين في تركيب الشبكات المستخدمة في الحصاد.
يعد الالتزام ببرنامج لمراقبة الجودة من العوامل المهمة في نجاح استخدام هذه التقنية، ينبغي أن يعالج هذا البرنامج عملية جمع الضباب واحتمال تلوث المياه المحصودة ويشمل المهام التالية:
- التأكد من شد الكابل، قد يؤدي ارتخاء الكابل إلى خسارة المياه في الخزان المستقبل. كما يمكن أن يسبب أضرارا هيكلية في شبكات تجميع المياه.
- التأكد من شد البراغي ،حيث أنّ ارتخائها قد يؤدي إلى انهيار النظام كاملا.
- التأكد من شد الشبكة، الشبكات الرخوة قد تؤدي إلى انخفاض كفاءة تجميع المياه كما يمكن ان تنهار بسهولة.
- صيانة الشبكات باستمرار، استخدام الشبكات بشكل متكرر قد يؤدي إلى تمزقها، يجب معالجة هذه التمزقات بشكل فوري، لتجنب استبدال كامل الشبكة. يؤدي استخدام الشبكة لسنة أو سنتين إلى نمو الطحالب على سطحها، بالإضافة إلى تراكم الغبار عليها مما يؤدي إلى تغير طعم المياه بالإضافة إلى انبعاث رائحة كريها منها ،فيجب تنظيف الشبكة باستخدام فرشاة بلاستيكية ناعمة.
- صيانة شبكات التصريف، يجب إضافة مصفاة في نهاية أنابيب التوزيع لتنقية المياه من المواد الغير مرغوب بها (الحشرات، النباتات، الطمي وغيرها) لمنع انتقالها إلى خزان الحفظ. يجب تنظيف المصفاة بشكل دوري.
- صيانة الصهاريج والخزانات، يجب تنظيف الخزانات بشكل منتظم بمحلول كلوريد الكالسيوم المركز لمنع تراكم الفطريات والبكتيريا على الجدران.
- رصد مستويات الكلور في الماء، يدل انخفاض مستوى الكلور على احتمالية نمو الكائنات الدقيقة، رصد مستويات الكلور يؤدي إلى عدم تزايد نمو هذه الكائنات.

## اشراك المجتمع المحلّي
في مثل هذه المشاريع، يوصى بإشراك المنتفعين منها في عمليّة التركيب والإنشاء، لأنّ ذلك سيخفّض التكلفة، والأهم من ذلك سوف يزوّد المجتمع المحلي بالخبرة اللازمة عن النظام الذي يعتمدون عليه لتلبية حاجاتهم من المياه.
إنّ اشراك المنتفعين من المشروع بعمليّة تركيبه وبنائه وتشغيله تنمي شعور المسؤولية الجماعي لدى المجتمع بأنّ هذا المشروع لهم، وأنّ نجاحة يعتمد على سلوكهم.

## الظروف الملائمة
- قبل البدأ في تنفيذ المشروع ،يجب على المختصين التحقق من إمكانيّة استخراج المياه من الضباب، العوامل المدرجة لاحقا تؤثّر بشكل فعال وأساسي في حجم المياه المستخرجة من الضباب، وفي استمرارية تزويد النظام للمستخدمين بالماء.
- تكرار حدوث الضباب وتعتمد بشكل أساسي على الضغط الجوي، ودرجة حرارة المياه في المحيطات ووجود ظاهرة الانقلاب الحراري.
- محتوى مياه الضباب
- تصميم نظام لجمع مياه الضباب

## عوامل اختيار الموقع المناسب
- اتجاه الرياح السائدة.
- الطبوغرافية.
- البعد عن الساحل.
- المساحة المتاحة للشبكات.
- ارتفاع المنطقة عن مستوى سطح البحر.

## المزايا
- سهولة البناء والتركيب في الموقع، حيث أن تجميع وتوصيل الشبكات مع بعضها البعض عملية سهلة وسريعة، لا تحتاج الكثير من العمّال والحرفيّة العالية، حيث يكفي وجود شخص واحد ذو خبرة في فريق العمل.
- تشغيل النظام عملية لا تحتاج إلى طاقة، حيث تعتمد طبيعيّا على خاصيّة تكثيف المياه.
- عملية إصلاح وصيانة النظام قليلة وغير مكلفة.
- نوعيّة المياه المحصودة من خلال النظام ذات جودة عالية يمكن استخدامها للري والأعمال المنزليّة.
- يمكن استخدام هذا النظام في المشاريع التطويريّة الحكوميّة، كإنشاء الحدائق وتحريج المناطق المتصحّرة، حيث تُزَوَّد بمياه من مصادر مجانية وذات نوعيّة ممتازة.

## العيوب
- قد يشكّل هذا المشروع خطرا استثماريا كبيرا في حال نُفِّذ دون دراسة شاملة لجميع النواحي التقنية والنظريّة، حيث يوصى بإطلاق مشروع تجريبي على نطاق صغير لفحص كفاءة نظام جمع الضباب في منطقة معيّنة، ويُرَاقَب ويُقَيَّم قبل الخوض في العمليّة على نطاق واسع يشمل قطاعات عديدة.
- يجب اشراك المجتمع المحلي بشكل فعّال في عمليّة تركيب وتشغيل وصيانة الشبكات وذلك لتقليل تكاليف الإنشاء والصيانة، ولتوعية المجتمع المحليّ بأهمية هذا النظام.
- يستحسن أن تكون نقاط جمع المياه هي نفسها نقاط الاستهلاك، أو على مقربة منها. أما في حال بعد نقاط الاستهلاك عن مناطق الحصاد، فقد تزيد التكلفة بشكل كبير بسبب أعمال التمديدات الضروريّة لايصال المياه لنقاط الاستهلاك، خصوصا في حال استخدام هذا النظام في المناطق الجبليّة المرتفعة.
- يعتمد هذا النظام أساسا على استمراريّة تشكّل الضباب. فإذا تغيّرت الظروف المناخيّة ولم يتهيّأ الجو الملائم لتكوّن الضباب، فإنّ النظام يتوقّف عن العمل. لذا لا بدّ من تزويد نقاط الاستهلاك بنظام دعم مساند لنظام جمع الضباب، لتفادي انقطاع المياه.